# Ocotepeque (departement)
Departamento de Ocotepeque är ett departement i Honduras. Det ligger i den västra delen av landet, 200 km väster om huvudstaden Tegucigalpa. Antalet invånare är 118 558. Arean är 1 630 kvadratkilometer.
Terrängen i Departamento de Ocotepeque är huvudsakligen bergig, men åt nordost är den kuperad.
Departamento de Ocotepeque delas in i kommunerna:

1. Belén Gualcho
2. Concepción
3. Dolores Merendon
4. Fraternidad
5. La Encarnación
6. La Labor
7. Lucerna
8. Mercedes
9. Ocotepeque
10. San Fernando
11. San Francisco del Valle
12. San Jorge
13. San Marcos
14. Santa Fe
15. Sensenti
16. Sinuapa

Följande samhällen finns i Departamento de Ocotepeque:

- Nueva Ocotepeque
- San Marcos
- Sinuapa
- Belén Gualcho
- Dolores
- San Francisco del Valle
- Antigua Ocotepeque
- Sensenti
- La Encarnación
- Lucerna
- La Labor
- Santa Lucía
- Yaruchel
- San Francisco de Cones
- San Fernando
- El Tránsito
- Mercedes
- San Antonio
- Santa Fe
- Santa Teresa
- Llano Largo
- El Granzal